# هنري جي. سبونر
هنري جي. سبونر هو محامي وسياسي أمريكي، ولد في 6 أغسطس 1839 في بروفيدنس في الولايات المتحدة، وتوفي بنفس المكان في 9 فبراير 1918. نشط حزبياً في الحزب الجمهوري. وقد انتخب عضو مجلس النواب الأمريكي ‏.